# Serviço altruísta

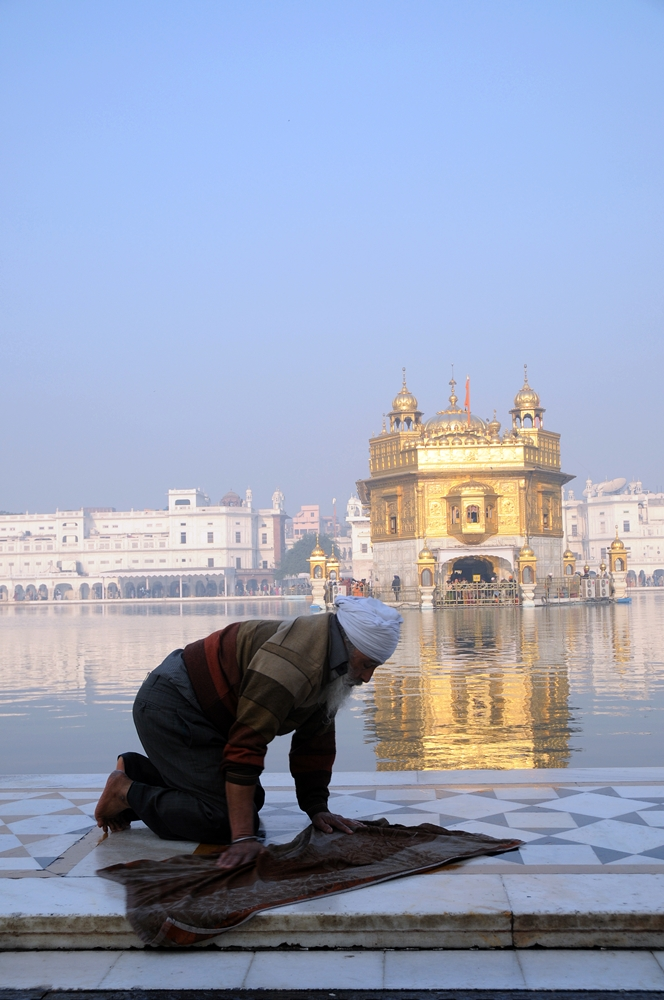
Kar Sewa (conceito sique de serviço altruísta) no Harmandir Sahib, Punjabe, Índia.

Serviço altruísta ou Seva em sânscrito (em panjabi:  ਸੇਵਾ) é um serviço realizado sem qualquer expectativa de resultado ou prêmio por sua realização. Tais serviços podem ser realizados em benefício de outros seres humanos ou da sociedade em geral.

## Significado religioso
A ideia de serviço altruísta, especificamente no conceito sânscrito de seva (ou sewa), é importante em várias religiões, especialmente as dármicas (hinduísmo, siquismo, jainismo, etc.), porque Deus é percebido como tendo um interesse no bem-estar dos outros em vez de Si próprio; assim, servir aos outros é considerar uma prática devocional essencial de indiretamente servir a Deus e em viver uma prática religiosa benéfica aos outros.
"As criaturas viventes são nutridas pela comida e a comida é nutrida pela chuva; a chuva em si é a água da vida, que vem do culto e do serviço altruístas." - Bhagavad Gita, 3.14 

## Uso
O termo seva é utilizado em condecorações das Forças Armadas da Índia, tais como: Ati Vishisht Seva Medal (AVSM) e Param Vishisht Seva Medal (PVSM) e em instituições em todo mundo, tais como Seva Foundation, Gandhi Seva Sadan, Seva Development e Seva Bharati.